# Возвращение в школу ужасов
«Возвращение в школу ужасов» (англ. Return To Horror High) — кинофильм.

## Сюжет
Серийный убийца терроризировал школу Криппен, и после смерти нескольких учеников и учителей школа была закрыта, а убийца остался безнаказанным. Пять лет спустя в ней появляется съёмочная группа кинокомпании Cosmic Pictures, решившая снять фильм об убийствах на месте событий. Но актеры и члены съёмочной группы начинают исчезать без следа, и история повторяется…

## В ролях
- Ричард Брестофф — Артур Лайман Кастлмен
- Джордж Клуни — Оливер
- Винс Эдвардс — Ричард Бирнбаум
- Эл Фэнн — Эмос
- Панчито Гомес — Чо Чо
- Скотт Джекоби — Джош Форбс
- Лори Летин — Кэлли Кэссиди/Сара Уокер/Сьюзан
- Морин МакКормик — офицер Тайлер